# Cryptocephalus zinicus
Cryptocephalus zinicus – gatunek chrząszcza z rodziny stonkowatych i podrodziny Cryptocephalinae.
Gatunek ten został opisany w 2004 roku przez Igora K. Łopatina.
Występuje w Syczuanie i Rosji.